# ایرج وحیدی
ایرج وحیدی (زاده ۱۳۰۶ خرمشهر) سیاستمدار ایرانی و وزیر سابق وزات کشاورزی و وزارت آب و برق در کابینه هویدا بود.

## تحصیلات
تحصیلات متوسطه را در دبیرستان دارالفنون به پایان رسانید و دوره عالی را در رشته راه و ساختمان دانشکده فنی دانشگاه تهران طی کرد.
برای ادامه تحصیل به انگلستان رفت و از دانشگاه کینگز مدرک فوق لیسانس گرفت و در سال ۱۳۳۸ موفق به اخذ دکترا در رشته کارهای آبی از دانشکده کینگز دانشگاه دارهام گردید.

## فعالیتهای سیاسی و اداری
وی در ۱۳۳۷ به ایران بازگشت. چندی در شرکت نفت اشتغال داشت، بعد وارد وزارت کشاورزی شد و در بنگاه آبیاری به ترتیب بازرس، عضو هیئت مدیره و مدیر عامل شد. در ۱۳۴۲ به دنبال تأسیس وزارتخانه جدید به نام آب و برق به معاونت آن وزارتخانه منصوب گردید. در ۱۳۴۴ رئیس سازمان آب و برق خوزستان شد. در ۱۳۴۸ وزیر کشاورزی و بعد به وزارت نیرو که همان آب و برق بود تغییر شغل داد. در ۱۳۵۵ از عضویت کابینه خارج شد. وی در آبان ماه ۱۳۵۷ در کابینه ازهاری در لیست بلند پایگانی بود که طبق ماده پنج حکومت نظامی بازداشت شدند.

## سوابق
معاون وزیر آب و برق (۱۳۴۳–۱۳۴۸)
وزیر کشاورزی (۱۳۴۸–۱۳۵۰)
وزیر آب و برق (۱۳۵۰–۱۳۵۵)
مهندس اداره کل راه و شوسه
مدرس دانشگاه ملی
عضو و رئیس هیئت مدیره بنگاه مستقل آبیاری
مدیر عامل سازمان آب و برق خوزستان
نماینده کمیته دائمی حفاظت وزارت آب و برق
مدیرعامل بنیاد اشرف پهلوی
عضو و یکی از مؤسسان حزب ایران نوین
عضو گروه ایران نو
عضو کانون مهندسین ایران